# Appel chrétien-démocrate
Pour les articles homonymes, voir CDA.
L'Appel chrétien-démocrate (en néerlandais : Christen-Democratisch Appèl, abrégé en CDA) est un parti politique néerlandais situé au centre droit de l'échiquier politique. Fondé sur la démocratie chrétienne, il est dirigé par Henri Bontenbal depuis le 5 septembre 2023.
Bien implanté localement, il est actuellement le quatrième plus grand parti à la Seconde Chambre avec 14 sièges, derrière le Parti populaire pour la liberté et la démocratie (VVD), les Démocrates 66 (D66) et le Parti pour la liberté (PVV). Il participe au cabinet Rutte IV, actuel gouvernement des Pays-Bas entré en fonction le 10 janvier 2022.

## Histoire

Logotype jusqu'en 2021.

Le parti est formé le 11 octobre 1980, par la fusion de trois partis catholiques et protestants, qui font déjà alliance depuis le 23 juin 1973 : l'Union chrétienne historique  (en néerlandais : Christelijk-Historische Unie, CHU), parti reformé, le Parti antirévolutionnaire (en néerlandais : Anti-Revolutionaire Partij, ARP), parti protestant, ainsi que le Parti populaire catholique (en néerlandais : Katholieke Volkspartij, KVP), parti catholique. Ces partis sont jusque-là généralement désignés comme les « trois grands partis confessionnels ».
Le CDA apparait très affaibli dans les années 2020 après deux défaites consécutives aux élections législatives de 2021 et aux élections provinciales de mars 2023, l’exposition au grand jour de ses conflits internes et la défection de Pieter Omtzigt, qui fonde le Nouveau Contrat social en 2023. Son dirigeant, l’impopulaire ministre des finances puis des affaires étrangères Wopke Hoekstra, quitte la politique nationale et est nommé à la Commission européenne.

## Idéologie
La CDA est un parti démocrate-chrétien, mais la Bible n'est vue que comme une source d'inspiration pour les membres individuels du Parlement. Le parti a également des membres au Parlement d'autres confessions et il soutient l'intégration des minorités dans la culture néerlandaise. Le parti professe des idéaux de responsabilité partagée, de justice et de solidarité.
Dans la pratique, la CDA est un parti centriste avec des orientations conservatrices :
- Le déficit doit être comblé sur une génération pour faire face aux effets du vieillissement de la population.
- Il faut mettre un terme à la tolérance des drogues douces et limiter la pratique de la prostitution, de l'avortement et de l'euthanasie.
- Le parti est un partisan constant de l'intégration européenne.
- Le parti veut rendre les écoles et les hôpitaux plus autonomes dans leurs politiques au lieu que le gouvernement les réglemente.

En matière de politique internationale, le CDA est notamment réputé très pro-israélien, ce qui conduisit l'ancien premier ministre Dries van Agt à rompre avec ce parti en 2021.

## Représentation

### Premiers ministres
- Dries van Agt (1980-1982)
- Ruud Lubbers (1982-1994)
- Jan Peter Balkenende (2002-2010)

### Chefs du parti
- 1980-1982 : Dries van Agt
- 1982-1994 : Ruud Lubbers
- 1994-1994 : Elco Brinkman (en)
- 1994-1997 : Enneüs Heerma (en)
- 1997-2001 : Jaap de Hoop Scheffer
- 2001-2010 : Jan Peter Balkenende
- 2010-2012 : Maxime Verhagen
- 2012-2019 : Sybrand van Haersma Buma
- 2020 : Hugo de Jonge
- 2020-2023 : Wopke Hoekstra
- Depuis 2023 : Henri Bontenbal

## Résultats électoraux

### Élections législatives

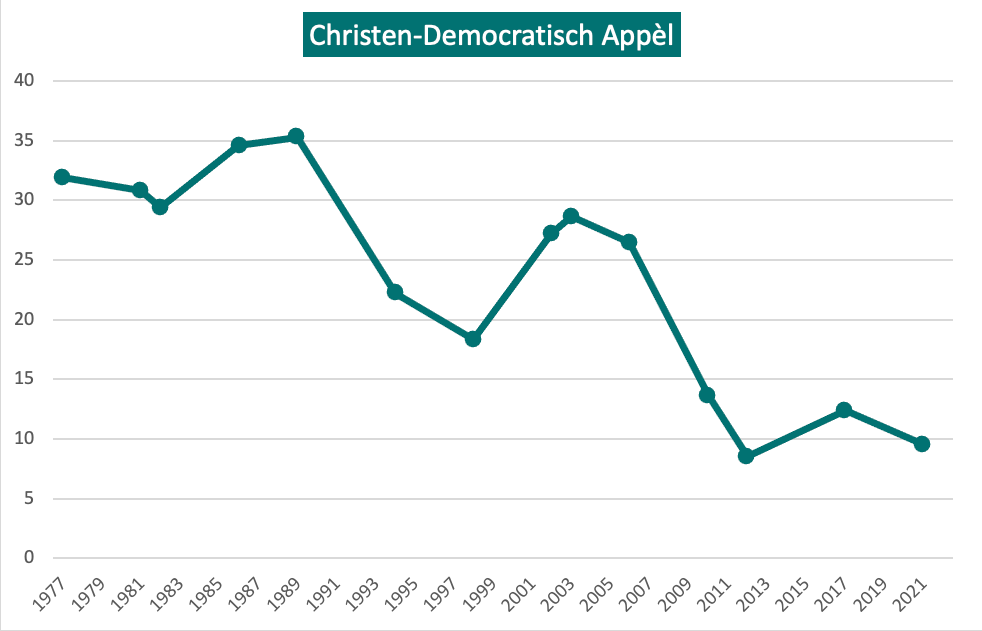
Evolution des résultats électoraux du CDA à la Seconde Chambre.

| Année | Voix      | %    | Sièges   | Rang | Gouvernement         |
| ----- | --------- | ---- | -------- | ---- | -------------------- |
| 1977  | 2 653 416 | 31,9 | 49 / 150 | 2e   | Van Agt I            |
| 1981  | 2 677 259 | 30,8 | 48 / 150 | 1er  | Van Agt II et III    |
| 1982  | 2 503 517 | 29,4 | 45 / 150 | 2e   | Lubbers I            |
| 1986  | 3 172 918 | 34,6 | 54 / 150 | 1er  | Lubbers II           |
| 1989  | 3 140 502 | 35,3 | 54 / 150 | 1er  | Lubbers III          |
| 1994  | 1 996 418 | 22,2 | 34 / 150 | 2e   | Opposition           |
| 1998  | 1 581 053 | 18,3 | 29 / 150 | 3e   | Opposition           |
| 2002  | 2 653 723 | 27,2 | 43 / 150 | 1er  | Balkenende I         |
| 2003  | 2 763 480 | 28,6 | 44 / 150 | 1er  | Balkenende II        |
| 2006  | 2 608 573 | 26,5 | 41 / 150 | 1er  | Balkenende III et IV |
| 2010  | 1 281 886 | 13,6 | 21 / 150 | 4e   | Rutte I              |
| 2012  | 801 620   | 8,5  | 13 / 150 | 5e   | Opposition           |
| 2017  | 1 301 796 | 12,4 | 19 / 150 | 3e   | Rutte III            |
| 2021  | 990 601   | 9,5  | 15 / 150 | 4e   | Rutte IV             |
| 2023  | 345 821   | 3,31 | 5 / 150  | 7e   | Opposition           |

### Parlement européen
| Année | %    | Mandats | Rang | Groupe |
| ----- | ---- | ------- | ---- | ------ |
| 1979  | 35,6 | 10 / 25 | 1er  | PPE    |
| 1984  | 30,0 | 8 / 25  | 2e   | PPE    |
| 1989  | 34,6 | 10 / 25 | 1er  | PPE    |
| 1994  | 30,8 | 10 / 38 | 1er  | PPE    |
| 1999  | 26,9 | 9 / 31  | 1er  | PPE-DE |
| 2004  | 24,4 | 7 / 27  | 1er  | PPE-DE |
| 2009  | 20,1 | 5 / 25  | 1er  | PPE    |
| 2014  | 15,2 | 5 / 26  | 2e   | PPE    |
| 2019  | 12,1 | 4 / 29  | 3e   | PPE    |